# Separations
Separations je třetí studiové album anglické rockové skupiny Pulp.

## Seznam skladeb
Autory hudby jsou Pulp. Autorem textů je Jarvis Cocker, s výjimkou „This House is Condemned“ a „Is This House?“, k nimž text napsal Russell Senior.
Strana 1
1. „Love Is Blind“ – 5:45
2. „Don't You Want Me Anymore?“ – 3:52
3. „She's Dead“ – 5:09
4. „Separations“ – 4:45
5. „Down by the River“ – 3:39

Strana 2
1. „Countdown“ – 5:07
2. „My Legendary Girlfriend“ – 6:51
3. „Death II“ – 5:36
4. „This House Is Condemned“ – 7:52

## Obsazení
- Jarvis Cocker – zpěv, kytara
- Russell Senior – kytara, housle, zpěv v „This House is Condemned“ a „Is This House?“
- Candida Doyle – klávesy
- Steve Mackey – baskytara
- Nick Banks – bicí